# Csoma (Ungarn)
Csoma ist eine ungarische Gemeinde im Kreis Kaposvár im Komitat Somogy.

## Geografische Lage
Csoma liegt gut sechs Kilometer westlich der Stadt Dombóvár, am Fluss Kapos. Nachbargemeinden sind Attala und Szabadi.

## Geschichte
Im Jahr 1913 gab es in der damaligen Kleingemeinde 97 Häuser und 538 Einwohner auf einer Fläche von 1467 Katastraljochen. Sie gehörte zu dieser Zeit zum Bezirk Igal im Komitat Somogy.

## Sehenswürdigkeiten
- Glockenturm und Gotteshaus
- Römisch-katholische Kapelle Jókúti Segítő Szűzanya. Die Kapelle wurde 1948 anstelle der ehemaligen hölzernen Kapelle errichtet und ist heute ein bekannter Pilgerort.
- Quelle Jókút

## Verkehr
Durch Csoma verläuft die Hauptstraße Nr. 61. Der am südwestlichen Ortsrand gelegene Bahnhof Csoma-Szabadi ist angebunden an die Eisenbahnstrecke von Dombóvár nach Gyékényes.

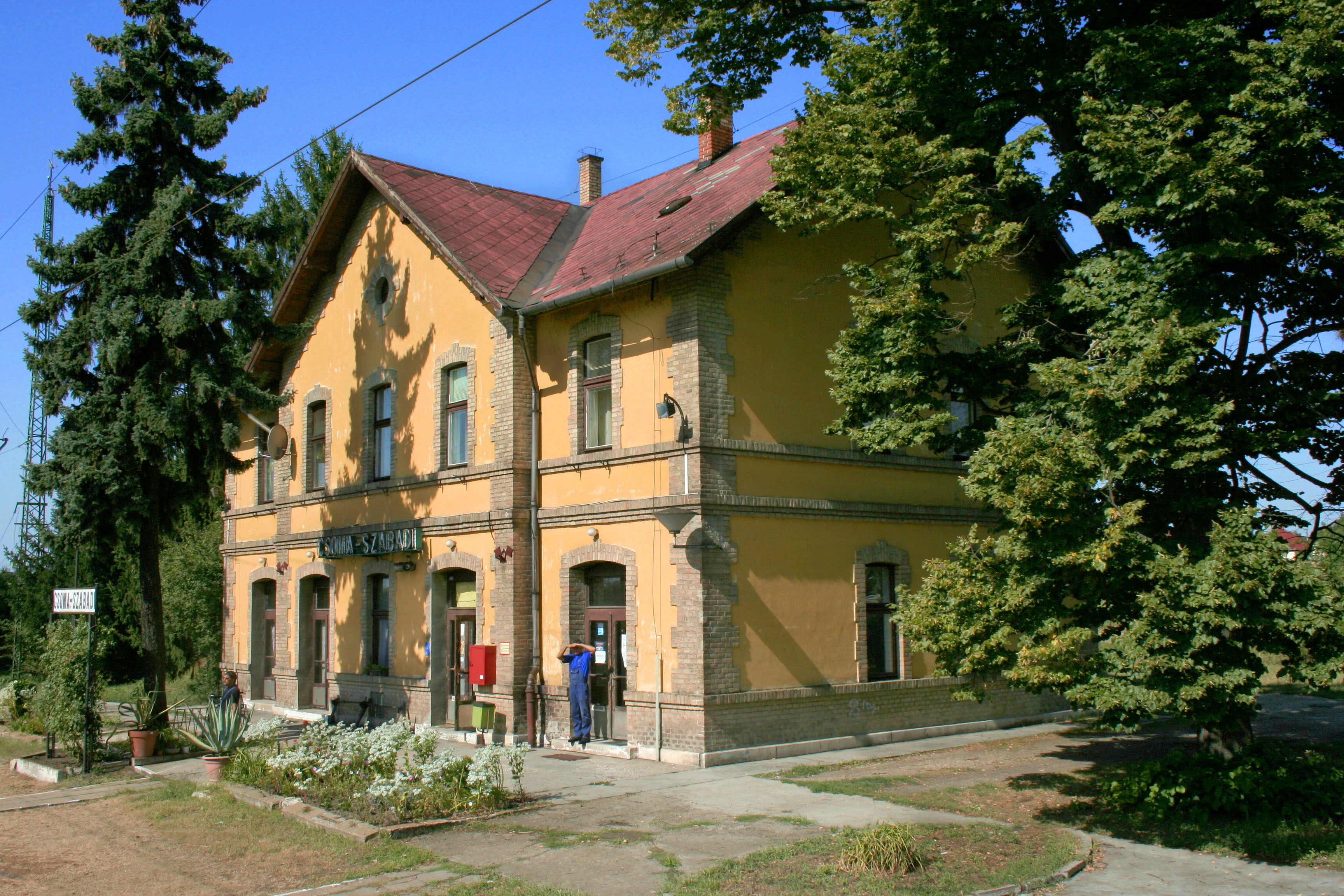
Bahnhof Csoma-Szabadi